# Hemeroplanis pyralis
Hemeroplanis pyralis är en fjärilsart som beskrevs av Jacob Hübner 1818. Hemeroplanis pyralis ingår i släktet Hemeroplanis och familjen nattflyn. Inga underarter finns listade i Catalogue of Life.